# Brzi i žestoki 10
Brzi i žestoki 10 (eng. Fast X) američki je akcijski film redatelja Louis Leterriera iz 2023. godine i ujedno deseti dio filmskog serijala Brzi i žestoki. Glavne uloge u filmu tumače protagonisti originala iz 2001.

## Radnja
Nakon događaja u filmu Brzi i žestoki 9, Dante Reyes, sin brazilskog narkobosa Hernana Reyesa, udružuje snage s Cipherom, tražeći osvetu za očevu smrt protiv Toretta i njegovog tima. Nigdje se ne može sakriti, jer poznaje Doma bolje od ikoga nakon što ga je proučavao 12 godina i smislio plan kako ga natjerati da plati najvišu cijenu: uništenje njegove obitelji. Danteova radnja rastjerat će Domovu obitelj iz Los Angelesa u katakombe Rima, od Brazila do Londona i od Portugala do Antarktike. Ali sve se mijenja kad Dom otkrije da je njegov sin Brian krajnja meta Danteove osvete.

## Glavne uloge
- Vin Diesel
- Michelle Rodriguez
- Tyrese Gibson
- Chris "Ludacris" Bridges
- Jason Momoa
- Nathalie Emmanuel
- Jordana Brewster
- John Cena
- Jason Statham
- Sung Kang
- Alan Ritchson
- Daniela Melchior
- Scott Eastwood
- Helen Mirren
- Charlize Theron
- Brie Larson
- Rita Moreno

## Produkcija

### Razvoj
U studenom 2014. predsjednica Universal Picturesa, Donna Langley, najavila je da će nakon Brzi i žestoki 7 u franšizi biti još najmanje tri filma. U travnju 2017. producent Neal H. Moritz izjavio je da će deseti nastavak biti posljednji u franšizi, najavljujući i Chrisa Morgana kao pisca.

### Snimanje
Snimanje je započelo 21. travnja 2022. a završeno je 19. kolovoza 2022. u Torinu. Proračun Fast X-a iznosio je 340 milijuna dolara.
Tjedan dana nakon početka snimanja, Lin je odstupio s režije zbog "kreativnih razlika", ostavljajući produkciju u zastoju i ostajući kao producent. U kasnijim izvješćima navodi se da Lin, osim što nije bio zadovoljan stalnim promjenama scenarija, često sukobljavao na setu s Vinom Dieselom. Dana 2. svibnja 2022. izabran je Louis Leterrier za novog redatelja.

## Promocija
Prvi plakat gdje se ptikazuje lik Dominica Toretta je objavljen 1. veljače 2023., dok 10. veljače iste godine objavljen službeni teaser trailer.

## Distribucija
Film će biti objavljen u hrvatskim kinima 18. svibnja 2023., dok će u američkim biti objavljen sljedećeg dana, također u IMAX formatu.
Prvotno zakazan za 2. travnja 2021., Fast X je prošao različite promjene datuma izlaska zbog pandemije COVID-19.

## Nastavak
Jedanaesti i posljednji film u franšizi je u razvoju.

## Vanjske poveznice
- Službena stranica na fastxmovie.com (engl.)
- Fast X u internetskoj bazi filmova IMDb-a (engl.)